# Mujeres bajo la Luna
Mujeres bajo la Luna (cuyo título original es Moonlight and Valentino) es una película del director estadounidense David Anspaugh, protagonizada por Kathleen Turner, Elizabeth Perkins, Gwyneth Paltrow, Whoopi Goldberg, con la participación de Jon Bon Jovi.

## Argumento
La película muestra las vidas de cuatro mujeres que pasan por distintos momentos de sus vidas: una enviudó recientemente, otra nunca ha tenido una relación antes, otra se preocupa más por su éxito en el trabajo que en el plano personal, y la última se encuentra en una etapa de vida rutinaria junto a su esposo.
- Datos: Q509323